# Moimenta de Maceira Dão e Lobelhe do Mato
Moimenta de Maceira Dão e Lobelhe do Mato (llamada oficialmente União das Freguesias de Moimenta de Maceira Dão e Lobelhe do Mato) es una freguesia portuguesa del municipio de Mangualde, distrito de Viseu.

## Historia
Fue creada el 28 de enero de 2013 en aplicación de una resolución de la Asamblea de la República de Portugal promulgada el 16 de enero de 2013 con la unión de las freguesias de Lobelhe do Mato y Moimenta de Maceira Dão, pasando su sede a estar situada en la antigua freguesia de Moimenta de Maceira Dão.

## Demografía
| Gráfica de evolución demográfica de Moimenta de Maceira Dão e Lobelhe do Mato entre 2011 y 2021 |
|                                                                                                 |
| Datos según el nomenclátor publicado por el INE portugués.                                      |